# Luci Canuleu (llegat)
Luci Canuleu (en llatí Lucius Canuleius) va ser un militar romà del segle i aC. Formava part de la gens Canúlia, una gens romana d'origen plebeu.
Va ser designat legat de Juli Cèsar en la guerra que lliurava contra Gneu Pompeu. L'any 48 aC Cèsar el va enviar a l'Epir per a recollir gra per a les tropes.